# Hylaeus yapensis
Hylaeus yapensis is een vliesvleugelig insect uit de familie Colletidae. De wetenschappelijke naam van de soort is voor het eerst geldig gepubliceerd in 1942 door Yasumatsu.